# 26-os busz (Pécs)
A pécsi 26-os jelzésű autóbusz a Budai Állomás és a II-es rakodó között közlekedik. A II-es rakodótól Fogadó városrészt, Uránvárost, Egyetemvárost és Belvárost, illetve Ledina városrészt érintve közlekedik. Főként a patacsi lakók veszik igénybe a járatot, de 26-os busszal utaznak a fogadói szőlőtulajok is.

## Története
1950. június 4-étől jártak buszok a Széchenyi tértől Pellérdig. 1974-ben a járat új forduló állomást kapott a II-es rakodónál. '74 előtt a pellérdi elágazásnál fordultak a buszok. 1994-ben bevezették a 26A járatot, ezzel egyidőben a 26-os járatok útvonala is módosult, azóta érintik a Korsó utca megállót.
2016. június 16-ától csak egy irányban, a II-es rakodó felé közlekedik. A járatok a Budai Állomástól és a Gesztenyéstől is indulnak. Az ellenkező irányban más jelzésű autóbuszok járnak.
2016. szeptember 1-jétől István-aknától is indul egy járat, mely Somogy és Budai Állomás érintésével közlekedik az Uránvárosig.
2017. szeptember 1-jétől a Budai Állomástól induló buszok az Autójavítót nem érintik, a Gyárvárosi templom után rögtön a Dózsa György utca felé közlekednek.
2017. október 30-ától az István-aknáról induló busz újra érinti az Autójavító megállót.

## Útvonala
| II-es rakodó → Uránváros → Árkád → Budai Állomás | Budai Állomás → Árkád → Uránváros → II-es rakodó |
| --- | --- |
| II-es rakodó – Szentlőrinci út – Makay István út – Pellérdi út – Rácvárosi út – Páfrány utca – Uránváros – Páfrány utca – Szigeti út – Hungária utca – Rákóczi út – Rákóczi út – Zsolnay Vilmos utca – Lánc utca – Felsővámház utca – Vadász utca – Engel János József utca – Zsolnay Vilmos utca – Budai Állomás | Budai Állomás – Zsolnay Vilmos utca – Puskin tér – Gyöngyösi István utca – Vadász utca – Felsővámház utca – Király utca – Lánc utca – Zsolnay Vilmos utca – Rákóczi út – Rákóczi út – Hungária utca – Szigeti út – Páfrány utca – Uránváros – Páfrány utca – Rácvárosi út – Pellérdi út – Makay István út – Szentlőrinci út – II-es rakodó |

## Megállóhelyei
| 26 ((István-akna →) Budai Állomás – Árkád – II-es rakodó) |          |                                      |          | |               |
| Perc (↓) | Perc (↓) | Megállóhely                          | Perc (↑) | Megállóhelyet érintő járatok | Létesítmények |
| István-aknától és Somogyról reggel 1-1 járat indul, mely a sárga hátterű megállókat érintve éri el a Budai Állomás megállót, utána az eredeti útvonalán halad tovább az Uránváros felé. |          |                                      |          | |               |
| 0 | ∫        | István-akna végállomás               | ∫        | 4, 12, 15, 26, 60A, 82, 104 |               |
| 1 | ∫        | István-akna I.                       | ∫        | 4, 12, 15, 26, 60A, 82, 104 |               |
| 2 | ∫        | István-akna II.                      | ∫        | 4, 12, 15, 26, 60A, 82, 104 |               |
| 5 | ∫        | Rücker-akna                          | ∫        | 15, 26, 82, 104 |               |
| 6 | ∫        | Somogy kőbánya                       | ∫        | 15, 26, 82, 104 |               |
| 8 | ∫        | Somogy végállomás                    | ∫        | 13Y, 14Y, 15, 15A, 25, 26, 82, 102Y, 104, 104Y |               |
| 9 | ∫        | Somogy utca                          | ∫        | 13Y, 14Y, 15, 15A, 25, 26, 82, 102Y, 104, 104Y |               |
| 11 | ∫        | Somogyi templom                      | ∫        | 13, 13Y, 14, 14Y, 15, 15A, 25, 26, 60A, 102, 102Y, 104, 104A, 104Y |               |
| 12 | ∫        | Somogyi temető                       | ∫        | 13, 13Y, 14, 14Y, 15, 15A, 25, 26, 60A, 102, 102Y, 104, 104A, 104Y |               |
| 13 | ∫        | Őrmezei út, Szödrös                  | ∫        | 13, 13Y, 14, 14Y, 15, 15A, 25, 26, 60A, 102, 102Y, 104, 104A, 104Y |               |
| 14 | ∫        | Murom                                | ∫        | 13, 13E, 13Y, 14, 14Y, 15, 15A, 25, 26, 60A, 102, 102Y, 104, 104A, 104E, 104Y · Helyközi autóbuszok |               |
| 16 | ∫        | Ördögárok                            | ∫        | 13, 13Y, 14, 14Y, 15, 15A, 25, 26, 60A, 102, 102Y, 104, 104A, 104Y |               |
| 17 | ∫        | Danitz puszta                        | ∫        | 13, 13Y, 14, 14Y, 15, 15A, 25, 26, 60A, 102, 102Y, 104, 104A, 104Y |               |
| 18 | ∫        | Eperfás út                           | ∫        | 13, 13E, 13Y, 14, 14Y, 15, 15A, 25, 26, 60A, 102, 102Y, 104, 104A, 104E, 104Y · Helyközi autóbuszok |               |
| 19 | ∫        | Andrássy út                          | ∫        | 13, 13Y, 14, 14Y, 15, 15A, 25, 26, 60A, 102, 102Y, 104, 104A, 104Y |               |
| ∫ | 0        | Budai Állomás végállomás             | 35       | 2, 2A, 2E, 4, 4Y, 12, 13, 13E, 13Y, 14, 14Y, 15, 15A, 16, 25, 26, 26A, 30Y, 60, 60A, 60Y, 102, 102Y, 104, 104A, 104E, 104Y · Helyközi autóbuszok                                                                                                |               |
| 20 | 1        | Budai Állomás                        | ∫        | 2, 2A, 2E, 4, 4Y, 12, 13, 13E, 13Y, 14, 14Y, 15, 15A, 16, 25, 26, 26A, 30Y, 60, 60A, 60Y, 102, 102Y, 104, 104A, 104E, 104Y · Helyközi autóbuszok                                                                                                |               |
| 22 | 3        | Gyárvárosi templom                   | 34       | 2, 2A, 4, 4Y, 13, 13E, 13Y, 14, 14Y, 15, 15A, 25, 26, 26A, 30Y, 60, 60A, 60Y, 102, 102Y, 104, 104A, 104E, 104Y |               |
| 23 | 4        | Dózsa György utca                    | ∫        | 25, 26, 27Y |               |
| ∫ | ∫        | Autójavító                           | 32       | 2, 2A, 4, 4Y, 13, 13E, 13Y, 14, 14Y, 15, 15A, 20, 21, 21A, 25, 26, 30Y, 60, 60A, 60Y, 102, 102Y, 104, 104A, 104E, 104Y, 121 · Helyközi autóbuszok                                                                                               |               |
| 25 | 5        | Engel János József utca              | 31       | 25, 26, 27, 27Y, 40, 121 |               |
| 26 | 6        | Pósa Lajos utca                      | 30       | 25, 26, 27, 27Y, 40, 121 |               |
| 27 | 7        | Ledina                               | 29       | 25, 26, 27, 27Y, 40, 121 |               |
| 28 | 8        | Bóbita Bábszínház                    | 28       | 25, 26, 27, 27Y, 40, 121 |               |
| 29 | 9        | Major utca                           | 27       | 25, 26, 27, 27Y, 40, 121 |               |
| 31 | 11       | Búza tér                             | 26       | 25, 26, 27, 27Y, 28, 28A, 28Y, 29, 30Y, 33, 38, 38Y, 39, 40, 44, 121, 140 |               |
| ∫ | ∫        | Rákóczi út                           | 24       | 20, 21, 21A, 22, 23, 23Y, 24, 25, 26, 27, 27Y, 28, 28Y, 29, 33, 38, 38Y, 39, 40, 44, 60, 60A, 60Y, 121, 140 |               |
| 33 | 13       | Árkád                                | 22       | 2, 2A, 2E, 3, 3E, 4, 4Y, 6, 6E, 7, 7Y, 8, 13, 13E, 13Y, 14, 14Y, 15, 15A, 22, 23, 23Y, 24, 25, 26, 26A, 27, 27Y, 28, 28A, 28Y, 29, 30, 33, 38, 38Y, 39, 40, 60, 60Y, 73, 73Y, 102, 102Y, 103, 104, 104A, 104E, 104Y, 107E, 109E, 130, 130A, 140 |               |
| 35 | 15       | Zsolnay-szobor                       | 20       | 2, 2A, 2E, 3, 3E, 6, 6E, 7, 7Y, 8, 13Y, 14, 14Y, 22, 23, 23Y, 24, 25, 26, 26A, 27, 27Y, 28, 28A, 28Y, 29, 30, 31, 32, 32Y, 34, 34Y, 35, 35Y, 36, 37, 38, 38Y, 39, 40, 44, 46, 47, 73, 73Y, 102, 102Y, 103, 107E, 109E, 130, 140                 |               |
| 37 | 16       | Kórház tér                           | 18       | 2, 2A, 2E, 25, 26, 26A, 27, 27Y, 28, 28A, 28Y, 29, 30, 31, 32, 32Y, 34, 34Y, 35, 35Y, 36, 37, 44, 46, 47, 102, 102Y, 103, 107E, 109E, 130 |               |
| 39 | 18       | Petőfi utca                          | 16       | 2, 2A, 2E, 25, 26, 26A, 27, 27Y, 28, 28A, 28Y, 29, 37, 46, 47, 55, 102, 102Y, 107E, 109E |               |
| 40 | 20       | KEDPLASMA plazma központ             | ∫        | 2, 2A, 2E, 25, 26, 26A, 27, 27Y, 28, 28A, 28Y, 55, 102, 102Y, 107E |               |
| 41 | 21       | Egyetemváros                         | 14       | 2, 2A, 2E, 25, 26, 26A, 27, 27Y, 28, 28A, 28Y, 29, 55, 102, 102Y, 107E |               |
| 43 | 22       | Gyümölcs utca                        | 13       | 25, 26, 26A, 27, 27Y, 28, 28A, 28Y, 29 |               |
| 45 | 24       | Szigeti út, Szántó Kovács János utca | 12       | 25, 26, 27, 27Y, 28, 28A, 28Y, 29, 107E |               |
| 47 | 27       | Uránváros végállomás                 | 10       | 1, 2, 2A, 2E, 4, 4Y, 21, 21A, 22, 23, 23Y, 24, 25, 25A, 26, 26A, 27, 27Y, 28, 28A, 28Y, 29, 102, 102Y, 104, 104A, 104E, 104Y, 107E, 121 · Helyközi autóbuszok                                                                                   |               |
| 49 | 29       | Bolgár köz                           | 8        | 25, 25A, 26, 26A, 27, 27Y, 28, 29 |               |
| 50 | 30       | Rácváros                             | 7        | 25, 25A, 26, 26A, 27, 27Y, 28, 29 |               |
| 51 | 31       | Patacsi elágazás                     | 6        | 25, 25A, 26, 26A, 27, 27Y, 28, 29 · Helyközi autóbuszok |               |
| 52 | 32       | Korsó utca                           | 5        | 26, 26A, 27Y, 28, 29 |               |
| 53 | 33       | Kutató dűlő                          | 4        | 26, 26A, 27Y, 28, 29 · Helyközi autóbuszok |               |
| 54 | 34       | Pellérdi elágazás                    | 3        | 26, 26A, 27, 27Y, 28, 29 · Helyközi autóbuszok · Mecsekalja-Cserkút |               |
| 55 | 35       | Cserkúti csárda                      | 2        | 26, 26A, 27Y, 28, 29 · Helyközi autóbuszok |               |
| 57 | 37       | Cserkút tető                         | 1        | 26, 26A, 27Y, 28, 29 · Helyközi autóbuszok |               |
| 58 | 38       | II-es rakodó végállomás              | 0        | 26, 26A, 27Y, 28, 29 · Helyközi autóbuszok |               |